# Zahraniční obchod České republiky
Zahraniční obchod České republiky je obchod se zbožím přes hranice České republiky. Ekonomika České republiky je silně orientovaná na zahraniční obchod, který se od samotného počátky fungování státu rozvíjel poměrně dynamicky. Pro zahraniční obchod Česka jsou rozhodující státy Evropské unie.  
Největší koncentrace zahraničního obchodu je soustředěná na sousedící státy, Polsko, Německo, Rakousko a Slovensko. Z toho nejvýznamnějším českým průmyslovým partnerem je Německo, odkud se nejvíce dováží stroje, které zahrnují díly a subdodávky, a dopravní prostředky.  
Mimo Evropskou unii je největším obchodním partnerem Čínská lidová republika.
Od celosvětové krize z let 2008 a 2009 se hodnota exportu nepřetržitě zvyšuje.  

## Import České republiky
Jak už bylo výše zmíněno, největší kategorií dovozů jsou stroje a dopravní prostředky, které se z necelé poloviny dováží z Německa a Číny, odkud se dováží především levné přístroje, stroje nebo telekomunikační zařízení. Ostatní země se podílejí na dovozu těchto kategorií pouze jednotkami procent. Pozitivní pro českou ekonomiku jako průmyslovou zemi je fakt, že bilance zahraničního obchodu v případě strojů a dopravních prostředků je pozitivní, a to znamená, že více se z České republiky v této kategorii vyváží než dováží.  

## Export České republiky
Co se týče českého exportu, ten míří z více než 80 % do zemí Evropské unie, ale řada komponent vyrobených v Česku končí ve výrobcích, které nakonec opustí hranice Evropské unie.
V roce 2019 Česká republika vyvezla zboží za cca 4 600 mld. Kč a největším odběratelem bylo Německo, Slovensko, Polsko a Francie, přičemž se jednalo o stroje a dopravní prostředky, průmyslové spotřební zboží, telekomunikační zařízení nebo chemické výrobky.

## Vliv pandemie
Vzhledem k zavedeným opatřením proti šíření pandemie došlo k nejhlubšímu poklesu ekonomiky od světové finanční krize v roce 2009. Velký podíl v tomto poklesu zapříčinily klesající investice firem, exporty a nízké průmyslové objednávky.  
Největší negativní újmu utrpěla odvětví obchodu, dopravy, ubytování či pohostinství. Naopak se dařilo v sektoru informačních a komunikačních technologií.  